# هلی هلند
هلی هلند (به انگلیسی: Heli Holland) یک شرکت هواپیمایی است که در تاریخ ۱۹۷۶ میلادی تأسیس شده است.
دفتر مرکزی هلی هلند در امن (درنته)، هلند واقع شده‌است و قطب این شرکت هواپیمایی در بالگردگاه آمستردام، فرودگاه لیلی‌استاد قرار دارد.

## ناوگان هوایی
- سسنا ۴۰۲ (1x)
- یوروکوپتر ئی‌سی۱۵۵ (2x)
- Eurocopter EC 130 (1x)
- یوروکوپتر ئی‌سی۱۲۰ کالیبری (6x)
- Eurocopter AS355 (3x)
- بل ۲۰۶ (1x)
- بل ۲۰۶ (1x)
- Schweizer / Hughes 300 (3x)
- Schweizer 330 (2x)